# Cirella
Cirella est une île d'Italie en mer Tyrrhénienne, appartenant administrativement à la commune de Diamante.

## Géographie
Elle s'étend sur environ 345 m de longueur pour une largeur approximative de 270 m.

## Histoire
Elle abrite une fortification militaire construite en 1562.